# صلاح نظمي
صلاح نظمي (24 يونيو 1918 - 16 ديسمبر 1991 )، ممثل مصري. اسمه الحقيقي صلاح الدين أحمد نظمي برع في أداء أدوار الشر وقدم شخصية الفتى أبو الدم الثقيل الذي لا تستطيع أن تتحمله. ولد في حي محرم بك في الإسكندرية.
تلقى تعليمه الأساسي بمدارس الإرساليات الأمريكية وقد توفي والده وهو طفل رضيع - كان يعمل رئيس تحرير صحيفة وادي النيل -ثم تخرج من كلية الفنون التطبيقية وعمل مهندساً بهيئة التليفونات وظل بها إلى أن وصل إلى درجة مدير عام، ثم أحيل للمعاش في العام
1980في العام 1946بدأ صلاح نظمي بعد تخرجه من معهد الفنون المسرحية حياته الفنية في المسرح مع المطربة ملك وشارك في مسرحيات بترفلاي والأمير الصعلوك ومايسة وبمبى كشر والتحق بفرقة فاطمة رشدي وانتقل منها إلى مسرح رمسيس.
فنان قدم ما يزيد عن الـ 300 عمل فني، كان دوره في معظمها يدور حول الرجل الشرير، أو ثقيل الدم الذي يحاول دائما التفرقة بين البطل وحبيبته، ولعبت طبيعة ادواره هذه دور في قصة كان فيها بطل للمرة الأولى في مشواره الفني، حينما سُئل حليم في برنامج إذاعي «من هو الفنان الأثقل ظلا؟ ، فجاءت إجابته» صلاح نظمي«، ليثور نظمي ويقرر مقاضاة حليم ليثأر لنفسه، وتصبح قضيتهم من أشهر القضايا بين الفنانين في أواخر الستينيات».
رأى نظمي أن حليم أهانه أمام آلاف من المستمعين، فرفع عليه قضية يتهمه فيها بالسب والقذف والتشهير، لتقضي المحكمة برفض الدعوى وبراءة حليم بعدما أكد محاميه أمام القاضي أنه ما كان يقصد شخص نظمي وإنما كان يتحدث عن طبيعة الأدوار التي يؤديها وهو ما يعد مدح في حقه، حيث استطاع أن يتقن أدواره بصورة كبيرة، وهو أمر لا يعد ذما على الإطلاق، وبعد انتهاء الجلسة ذهب حليم لنظمي واصطحبه إلي بيته ليشربا سويا الشاي ويمنحه دور في فيلمه الجديد والأخير «أبي فوق الشجرة»، لينسى نظمي إهانة حليم.
كان ما قاله حليم من تفسير حول اختياره نظمي ليمنحه لقب الفنان الأثقل ظلا، حقيقة ولكنه لم يتحدث طويلا حول الأمر، حتى كشف القصة كاملة للإعلامي مفيد فوزي، موضحا أن نظمي جسد في فيلم «بين الأطلال» دور دبلوماسي يتزوج من بطلة الفيلم فاتن حمامة وبالتالي تُحرم من حبها لعماد حمدي، فاعتبر حليم ما قام به نظمي ثقل دم وغلاظة، وهو الفيلم الذي ابكى حليم، لتشابهه مع قصة حبه مع «ديدي» ابنة العائلة الارستقراطية التي رفض أهلها ارتباطها بحليم ولم يمنعهما مرضها الخبيث كما أشيع من الزواج، بل قام أهلها بتزويجها برجل دبلوماسي.

## بداية المشوار
ولد صلاح نظمي في محرم بك بمحافظة الإسكندرية في 24 يونيو عام 1918، عاش يتيم الأب لتهتم أمه بتربيته وأشقاءه الثلاثة، حتى تخرج من كلية الفنون التطبيقية ليُعين مهندسا في هيئة التليفونات ويظل بالوظيفة حتى وصل إلى درجة مدير عام، كما التحق بالمعهد العالي للفنون المسرحية وتخرج فيه عام 1946، وكعادة فناني جيله تنقل نظمي في بداية مشواره الفني بين عدد من الفرق المسرحية بدأها بفرقة الفنانة ملك، ثم انتقل إلى فرقة الفنانة فاطمة رشد وبعدها إلى فرقة رمسيس.
من أشهر أفلام صلاح نظمي «حب ودلع، عصابة حمادة وتوتو، على باب الوزير، اتنين على الطريق، الجحيم، أبي فوق الشجرة، شيء من الخوف، الرجل الثاني».
قصة طريفة لزواج نظمي قصة طريفة حيث أعجب في يوم بفتاة أرمينية وجدها تتردد على بيت شاب فاعتقد أن بينهما علاقة ما، وحاول أن يجذبها إليه لينال اهتمامها ويستولى عليها من هذا الشاب فلقنته درسا وقلما لم يتوقعهما، ليزداد تعلقه بها ويتردد على مكان عملها، حتى يكتشف أن الشاب الذي تتردد عليه هو شقيقها، فيذهب إليه ويطلب يدها لتشهر إسلامها يوم عقد القران ويرزقهما الله بابنهما الوحيد حسين.
أطلق نظمي على طفله الوحيد اسم حسين كنوع من أنواع رد الجميل للفنان حسين صدقي، حيث مر نظمي بضائقة مالية وظل فترة دون عمل، ليستدعيه صدقي إلى مكتبه ويعرض عليه بطولة فيلم جديد ويمنحه أجره في هذا الفيلم، ليُلغى الفيلم بعد ذلك ويحاول نظمي أن يرد الأموال لصدقي فيرفض بشدة معتبرا ما حصل عليه نظمي هو نقوط مولوده الجديد ما دفعه لإطلاق اسم حسين عليه.

## موقف إنساني
كغيره من الفنانين الذي اشتهروا بتجسيد أدوار الشر في السينما المصري، تجد حياتهم الخاصة على النقيض تماما مليئة بالمواقف الإنسانية الرائعة، ولعل أبرز هذه المواقف، حرص نظمي على خدمة زوجته القعيدة لمدة 30 عام، رافضا أن يتزوج عليها، فكان ينفق الأموال التي يتقضاها من أعماله الفنية على علاجها، ولم يمل يوما لطول مرضها، حتى توفاها الله ليدخل بعدها نظمي في حالة من الاكتئاب، ويُنقل بعدها بفترة قصيرة إلى المستشفى ويظل لشهور في العناية المركزة، حتى تفيض روحه إلى بارئها لاحقا بشريكة عمره في فبراير 1991.

## أعماله
وأما مشواره السينمائي الأتيه أسماؤها، وبالتواريخ متابعا للأحداث
- 1945 هذا جناه أبي (وكانت البطولة الوحيدة في حياته) - قلوب دامية
- 1947 عدو المجتمع - هدية - جوز الاتنين
- 1948 فتاة من فلسطين
- 1949 صاحبة الملاليم - نادية - الليل لنا - أوعى المحفظة
- 1950 ست الحسن
- 1951 دماء في الصحراء
- 1952 أنا وحدي - لحن الخلود - الأستاذة فاطمة
- 1953 أرض الأبطال - قطار الليل
- 1954 دايماً معاك - رقصة الوداع والفارس الأسود
- 1955 ليالي الحب - ضحكات القدر - دعوني اعيش - الميعاد
- 1956 دعوة المظلوم - معجزة السماء
- 1957 عشاق الليل - أرض السلام - أنا وقلبي - حياة غانية
- 1958 أبو عيون جريئة - هل أقتل زوجي - إسماعيل يس للبيع - جميلة
- 1959 بين الأطلال - موعد مع المجهول - بفكر في اللي ناسيني - حب ودلع - غرام في الصحراء (إنتاج أمريكي - مصري) والرجل الثاني
- 1960 صائدة الرجال - إني أتهم - العملاق - الرباط المقدس
- 1961 الضوء الخافت - بلا دموع - شاطئ الحب
- 1962 مخلب القط - سلوى في مهب الريح - صراع الأبطال - صراع مع الملائكة - القاهرة (إنتاج أمريكي)
- 1963 الحقيقة العارية - البدوية العاشقة - الناصر صلاح الدين
- 1964 الجاسوس
- 1965 المماليك - أغلي من حياتي - أيام ضائعة
- 1967 أجازة غرام
- 1968 المساجين الثلاثة - نفوس حائرة - حواء والقرد
- 1969 بئر الحرمان - شيء من الخوف - حكاية من بلدنا - لست مستهترة - أبي فوق الشجرة
- 1970 غروب وشروق - أنت اللي قتلت بابايا - الأشرار - رحلة شهر العسل
- 1971 الخيط الرفيع - نحن الرجال طيبون - سبع الليل
- 1972 الأضواء - ساعة الصفر - حب وكبرياء - الشيماء - عودة أخطر رجل في العالم - أنف وثلاث عيون - الشيطان امرأة
- 1973 البحث عن فضيحة - ذات الوجهين - دمي ودموعي وابتسامتي - امرأة سيئة السمعة - حكايتي مع الزمان
- 1974 آنسات وسيدات - ليالي لن تعود
- 1975 ألو أنا القطة- أبداً لن أعود - الحب تحت المطر
- 1976 الفاتنة والصعلوك - مراهقة من الأرياف - الرداء الأبيض - بيت بلا حنان
- 1977 أفواه وأرانب - امرأة من زجاج - بص شوف سكر بتعمل إيه - هكذا الأيام - حرامي الحب - آه يا ليل يا زمن
- 1978 المحفظة معايا - بنت غير كل البنات - قلوب في بحر الدموع - وراء الشمس - القاضي والجلاد - ليالي ياسمين
- 1979 قاتل ما قتلش حد - الخدعة الخفية - الملاعين - دعوني انتقم - نوع النساء - خطيئة ملاك (1979)
- 1980 انتبهوا أيها السادة - الفقراء أولادي - عذاب الحب - البنات عايزة إيه - الجحيم - الأخرس - عصر الحب - الشريدة
- 1981 وداعاً للعذاب - الرحمة يا ناس - القطط السمان - بذور الشر - رحلة الرعب - الذئاب - أمهات في المنفى
- 1982 على باب الوزير - السلخانة - عصابة حمادة وتوتو - العار - الأقوياء - حسن بيه الغلبان
- 1983 شاطئ الحظ - ولا من شاف ولا من دري - إن ربك لبالمرصاد - أسوار المدابغ - غداً سأنتقم - حادث النصف متر - وحوش الميناء - الذئاب
- 1984 الأفوكاتو - السطوح - اثنين على الطريق - الخونة - لك يوم يا بيه - الخريف - قمر الليل - مين فينا الحرامي
- 1985 الحلال يكسب - الفول صديقي - أيام في الحلال - الطاغية - المطاردة
- 1986 من فضلك واحسانك - الناس الغلابة - القطار - أجراس الخطر - نأسف لهذا الخطأ - التوت والنبوت - امرأة متمردة - ابتني الذئاب - منزل العائلة المسمومة - المحترفون
- 1987 الهروب من الخانكة - العرضحالجي - الزوجة تعرف أكثر
- 1988 الأوهام - آسف للإزعاج - الدنيا جرى فيها إيه
- 1989 بستان الدم
- 1990 الشيطانة وقد عرض له وبعد وفاته
- 1992 استوب
- 1993 جدعان باب الشعرية - لولاكي
- 1995 بلطية بنت بحري

أما في التلفزيون فقد شارك في سبعة أعمال تلفزيونية منها الرقم المجهول وأنف وثلاث عيون وداليا المصرية. ولعل أشهر وأطرف خلاف شهدته الساحة الفنية والقضائية كان القضية التي رفعها في المحاكم المصرية ضد الفنان عبد الحليم حافظ والذي قال عنه في حديث تلفزيوني: من هو صاحب أثقل دم من الفنانين؟ فقال: إنه صلاح نظمي! فما كان منه إلا أن رفع قضية ضد عبد الحليم بأن ما قاله كان عن أدائه في السينما وهذا يدل على نجاحه وحكمت المحكمة ببراءة عبد الحليم والذي بدوره اعتذر لصلاح نظمي في نفس الوقت.
وعلى الصعيد الشخصي فقد تزوج في العام 1950وله ابن واحد حسين وهو خريج المعهد العالي للفنون المسرحية وقد توفي صلاح نظمي في 1991 12/2/ 1991 عن عمر يناهز الواحد والسبعين عاماً قضى منها ما يقرب من 45 عاماً في الفن ويكاد رصيده الفني يصل إلى 350 فيلماً سينمائياً

## روابط خارجية
- صلاح نظمي على موقع IMDb (الإنجليزية)
- صلاح نظمي على موقع الدهليز
- صلاح نظمي على موقع قاعدة بيانات الأفلام العربية
- صلاح نظمي على موقع قاعدة بيانات الفيلم (الإنجليزية)